# Veronica propinqua
Veronica propinqua är en grobladsväxtart som beskrevs av Thomas Frederic Cheeseman.
Veronica propinqua ingår i släktet veronikor och familjen grobladsväxter. Inga underarter finns listade i Catalogue of Life.